# ハビエル・バルボア
ハビエル・アンヘル・バルボア・オサ（Javier Angel Balboa Osa、1985年5月13日 - ）は、スペイン出身の元サッカー選手。現役時代のポジションはミッドフィールダー。
レアル・マドリードのカンテラ出身。2005年夏にフアン・フランシスコ・トーレスの後釜としてレアル・マドリード・カスティージャに加入した。バルボアは右サイドハーフとしてレギュラーの座を掴み最初の年に28試合出場1得点を記録した。2006-07シーズンにトップチームに昇格し、オーストリア遠征に帯同した。しかし、ファビオ・カペッロ監督から構想外である事を告げられ、経験を積むためにラシン・サンタンデールへレンタル移籍した。翌年にレアル・マドリードに復帰し、2007年10月24日のUEFAチャンピオンズリーグのオリンピアコス戦に後半途中出場し初得点を上げ4-2の勝利に貢献した。
2008年夏にSLベンフィカと4年契約を結んだ。2010年1月にスペインのFCカルタヘナにレンタル移籍し、2011年1月にはアルバセテ・バロンピエにレンタル移籍した。
2012年1月21日、自国開催のアフリカネイションズカップ2012の開幕戦のリビア戦で、自身代表初得点となる決勝ゴールを決め、赤道ギニア代表の大会初出場初勝利に貢献した。

## タイトル

### クラブ
レアル・マドリード
- リーガ・エスパニョーラ : 2007-08

SLベンフィカ
- タッサ・ダ・リーガ : 2008-09

### 代表
赤道ギニア
- アフリカネイションズカップ得点王 : 2015